# HD 33564 b
HD 33564 b是一個位於鹿豹座的太陽系外行星，距離地球約68光年，母恆星是光譜類型 F6V 的HD 33564。該行星的軌道離心率相當高，因此和母恆星之間的距離在0.737和1.497之間變化。

## 外部連結
- . Exoplanets.   [2008-08-20]. （原始内容存档于2009-11-25）.